# Avanti un altro!
Avanti un altro! è un programma televisivo italiano di genere game show, in onda su Canale 5 dal 5 settembre 2011 nella fascia preserale con la conduzione di Paolo Bonolis e con la partecipazione di Luca Laurenti dallo studio 1 del Centro Titanus Elios di Roma.

## Il programma
Il programma, nato da un'idea di Paolo Bonolis e Stefano Santucci, è iniziato ad andare in onda nella fascia preserale di Canale 5 dal 5 settembre 2011 con la conduzione di Paolo Bonolis e con la partecipazione di Luca Laurenti. Il programma è nato come esperimento nella fascia preserale del palinsesto di Canale 5, alternandosi al game show The Money Drop in sostituzione di Chi vuol essere milionario?, quest'ultimo precedentemente in onda.
Dopo le prime due edizioni, condotte da Paolo Bonolis in solitaria, nella terza e quarta edizione quest'ultimo ha condotto il programma in staffetta con Gerry Scotti. Dalla quinta edizione il programma è condotto nuovamente da Bonolis in solitaria in alternanza con Caduta libera (dal 2015), The Wall (2017-2019), Conto alla rovescia (2019-2020) e La ruota della fortuna (dal 2024), condotti da Gerry Scotti, e Sarabanda (dal 2025), condotto da Enrico Papi. In entrambe le conduzioni rimane la presenza fissa di Luca Laurenti, che dalla sesta edizione assume più importanza all'interno del programma, posizionandosi accanto al conduttore, ponendo saltuariamente domande e interagendo più attivamente nel gioco.
Con oltre 1600 puntate, è uno dei quiz più longevi della televisione italiana (quasi al pari del suo predecessore Chi vuol essere milionario? che conta attualmente 1690 puntate).

## Storia del programma

### Prima edizione (2011)
Avanti un altro!, ideato da Paolo Bonolis e Stefano Santucci, parte nella fascia preserale di Canale 5 lunedì 5 settembre 2011, condotto da Paolo Bonolis e la partecipazione di Luca Laurenti in sostituzione di Chi vuol essere milionario?. Il programma va in onda dallo studio 1 del Centro Titanus Elios di Roma (sede di tutte le edizioni del programma). La prima edizione termina domenica 11 dicembre 2011 venendo sostituito dal giorno dopo da The Money Drop, condotto da Gerry Scotti.

### Seconda edizione (2012-2013)
Visto il successo ottenuto della prima edizione, il programma torna lunedì 10 settembre 2012 con la seconda edizione, che inizialmente doveva concludersi domenica 27 gennaio 2013, ma dati i riscontri positivi si decide di proseguire la trasmissione fino al 10 marzo, dopodiché al suo posto tornano Gerry Scotti e il suo The Money Drop, anch'esso giunto alla seconda edizione. Il programma di Bonolis torna poi in replica da lunedì 10 giugno a domenica 7 luglio 2013, lasciando posto il giorno dopo alle repliche di The Money Drop.

### Terza edizione (2013-2014)
Dopo la pausa estiva, lunedì 16 settembre 2013 comincia la terza edizione del programma. Solo in questa stagione la trasmissione si prende una pausa natalizia (da lunedì 23 dicembre 2013 a domenica 5 gennaio 2014). Nella seconda parte di questa edizione Paolo Bonolis viene sostituito da Gerry Scotti (orfano di un suo preserale in quella stagione televisiva), che conduce il programma per 70 puntate da lunedì 31 marzo 2014 a fine stagione, più la puntata del 25 marzo per testarlo alla guida del format, anche lui con Laurenti. Questa edizione, la cui conclusione era prevista per venerdì 18 luglio 2014, termina anticipatamente il 6 giugno, a causa di un calo di ascolti.

### Quarta edizione (2014-2015)
La quarta edizione inizia domenica 14 settembre 2014 con il ritorno di Bonolis, che conduce il programma in solitaria fino al 23 dicembre. Dal 27 al 30 dicembre vanno in onda quattro puntate speciali condotte insieme a Gerry Scotti. Quest'ultimo riprende in mano il programma da venerdì 2 gennaio 2015 fino al successivo 11 aprile. Dal giorno dopo Scotti viene nuovamente affiancato da Bonolis fino al 30 aprile, data di chiusura della quarta edizione, che dal 4 maggio lascia spazio al nuovo game show Caduta libera.

### Quinta edizione (2015-2016)
La quinta edizione parte lunedì 21 settembre 2015 con la conduzione di Paolo Bonolis in solitaria. Il programma subisce un vistoso calo di ascolti rispetto al passato, e viene sospeso domenica 3 gennaio 2016 venendo nuovamente rimpiazzato da Caduta libera, ancora condotto da Gerry Scotti e che ottiene un buon successo.

### Sesta edizione (2017)
Avanti un altro!  torna dopo poco più di un anno, precisamente domenica 15 gennaio 2017, con la sesta stagione, che si conclude il 29 aprile dello stesso anno. A partire da questa edizione il programma va in onda nel periodo invernale fino alle vacanze pasquali, alternandosi con altri programmi a giochi, tra cui il già citato Caduta libera, The Wall e Conto alla rovescia, tutti condotti da Gerry Scotti. Il programma risolleva notevolmente gli ascolti.

### Settima edizione (2018)
La settima edizione parte lunedì 8 gennaio 2018. Il 6 marzo il programma raggiunge le mille puntate. Questa edizione termina il 22 aprile, lasciando ancora il posto a Caduta libera.

### Ottava edizione (2019)
Il programma di Bonolis riprende con l'ottava edizione lunedì 7 gennaio 2019 e termina il 20 aprile, sostituito nuovamente da Caduta libera.

### Nona edizione (2020)
La nona edizione parte lunedì 6 gennaio 2020 e avrebbe dovuto concludersi il 3 maggio, ma a causa della pandemia causata dal COVID-19 viene interrotta dopo 70 puntate, terminando in anticipo il 15 marzo. Dal 16 marzo al 24 maggio vanno in onda le repliche di questa stagione, mentre dal 25 maggio al 26 luglio vengono riproposte le puntate dell'edizione precedente, che il giorno dopo lasciano posto alle repliche di The Wall, fino al 6 settembre. Le ultime 50 puntate di questa edizione di Avanti un altro! andarono in onda dal 12 marzo al 30 aprile 2022, in coda all'undicesima edizione del programma.

### Decima edizione (2021)
La decima edizione (che inizialmente doveva partire il 4 gennaio 2021) va in onda da lunedì 8 marzo a domenica 23 maggio 2021. Questa stagione è caratterizzata da numerose misure di contenimento in contrasto alla pandemia causata dal COVID-19. Il pubblico è numericamente molto ridotto, distanziato, munito di mascherina e separato da barriere di plexiglas le quali separano anche i componenti del salottino così come gli stessi Bonolis e Laurenti. Inoltre non c'è più nessun'interazione al gioco da parte del pubblico presente e i vari personaggi chiamati durante il gioco devono stare ad almeno un metro di distanza dai conduttori e dal concorrente di turno. Altre novità di questa edizione sono il "cerco moglie", un playboy degli anni sessanta e due ragazze, una rappresentante del Nord Italia (Emily De Nando) e una del Sud Italia (Carmela Generali), che fanno domande a tema.

### Undicesima edizione (2022)
L'undicesima edizione va in onda da domenica 9 gennaio a venerdì 11 marzo 2022. Anche in questa edizione rimangono le misure di contenimento imposte dalla pandemia causata dal COVID-19 adottate nell'edizione precedente, tuttavia dalla puntata del 29 gennaio vennero tolte le barriere di plexiglas solo tra Bonolis e Laurenti. Tra le novità di questa edizione, la presenza nel salottino di Clayton Norcross (attore noto per aver interpretato il personaggio di Thorne Forrester nella celebre soap opera statunitense Beautiful), e Marco Giusti, nelle vesti di esperto di cinema. Al termine di questa edizione, dal 12 marzo al 30 aprile 2022 vanno in onda le 50 puntate inedite della nona edizione e registrate prima della diffusione della pandemia causata dal COVID-19. Dal 1º maggio al 28 agosto il programma va in onda con repliche (fino al 3 luglio le repliche della nona edizione e poi quelle dell'ottava edizione). La decisione di trasmettere queste 50 puntate in ritardo ha causato critiche e perplessità, in quanto in tali 50 puntate vi erano gag comiche e domande del quiz invecchiate male perché superate dall'attualità (come ad esempio lo spiedino di domande sulla Russia, considerato fuori luogo visto l'inizio del conflitto Russia-Ucraina).

### Dodicesima edizione (2023)
La dodicesima edizione parte lunedì 9 gennaio e termina venerdì 28 aprile 2023. In questa edizione vengono apportati alcuni rinnovamenti alla scenografia e l'abbandono di tutte le restrizioni legate alla pandemia da COVID-19 (pubblico nella sua interezza senza divisori e senza mascherine e interazioni consentite). Vengono anche introdotti nuovi personaggi tra cui una nuova bonas interpretata da Sophie Codegoni al posto di Sara Croce, la moglie dello iettatore interpretata da Giorgia Pianta, Giovanni Muciaccia (storico conduttore di Art Attack) che pone domande sull'arte, le gemelle Silvia e Giulia Provvedi del duo musicale Donatella e il nuovo Bonus, Andrea De Paoli, il quale sostituisce Daniel Nilsson dal 25 gennaio. Solo nelle prime due settimane sono andate in onda puntate inedite il sabato e la domenica. Nei weekend dal 28 gennaio al 30 aprile e tutti i giorni dal 1º maggio all'11 giugno vanno in onda le repliche delle varie edizioni, dalla terza all'undicesima edizione con il titolo di Avanti un altro! Story. Inizialmente l'edizione doveva concludersi il 26 maggio, però si conclude anticipatamente il 28 aprile con 19 puntate registrate ma non trasmesse.

### Tredicesima edizione (2024)
Il 2 gennaio 2024, con una settimana di anticipo rispetto al previsto, parte la tredicesima edizione con una scenografia rinnovata, nuove musiche di sottofondo e nuovi personaggi facenti parte del salottino, come la Hostess e l'Agente segreto. Tra le novità inoltre vi è il ritorno di Paola Caruso a ricoprire il ruolo di Bonas (insieme alla new entry Ilaria Gallozzi), il ritorno di Daniel Nilsson come Bonus (insieme ad Andrea De Paoli dalla precedente edizione) e l'arrivo di Viviana Vizzini come nuova Bona Sorte al posto di Francesca Brambilla. Inoltre, viene introdotto il suggeritore, scelto di puntata in puntata fra il pubblico e che può essere consultato dal concorrente una sola volta (sia per le domande del Salottino, della Bona Sorte e dello Iettatore, che per le triplette). Inoltre, per rispecchiare la nuova linea introdotta da Pier Silvio Berlusconi e rendere il programma più "educato", è stata introdotta una sirena suonata da Christian Monaco ogni volta che viene pronunciata una parola ritenuta fuori luogo. Anche in questa edizione, solo nelle prime tre settimane sono andate in onda puntate inedite il sabato e la domenica. Nei weekend, da sabato 27 gennaio a sabato 4 maggio, vanno ancora in onda le repliche intitolate Avanti un altro! Story con le puntate dell'edizione precedente. La stagione si conclude domenica 5 maggio 2024, con la penultima puntata trasmessa regolarmente nel preserale e l'ultima come speciale in prima serata.

### Quattordicesima edizione (2025)
Il 20 gennaio 2025, il programma torna con la sua quattordicesima edizione che presenta, tra le novità, l'arrivo di Flavia Vento, la quale pone domande sui misteri e la temporanea assenza di Claudia Ruggeri (presente sin dalla prima edizione) per la sua maternità e sostituita in ogni puntata da una Miss diversa proveniente da varie parti del mondo. Inoltre, anche lo storico regista Stefano Vicario, abbandona il programma per passare alla regia della riedizione de La Corrida su NOVE. Al suo posto subentra Francesca Leprini. Altra novità di quest'edizione, l'introduzione delle domande visual. Dalla puntata del 3 febbraio 2025, sono state apportate alcune modifiche al regolamento del programma, ed esse riguardano il Salottino: se il concorrente di turno vuole chiamare un personaggio del Salottino in modo tradizionale, in caso di risposta esatta può pescare solo un pidigozzo; se invece il concorrente di turno vuole affidare la scelta del personaggio alla sorte notarile, chiamata goliardicamente "intelligenza artificiale", in caso di risposta esatta può pescare due pidigozzi se il primo pidigozzo pescato dal concorrente non fosse di suo gradimento. Solo nelle prime tre settimane sono andate in onda puntate inedite il sabato e la domenica. Nei weekend, dal 15 febbraio al 20 aprile 2025, e tutti i giorni, dal 22 aprile all'11 maggio 2025, vanno in onda le repliche intitolate Avanti un altro! Story, con le puntate dell'edizione precedente. La stagione si conclude venerdì 18 aprile 2025. Dal 22 maggio al 19 giugno sono andate in onda in prima serata alcune puntate mai trasmesse di questa edizione sotto-forma di due puntate a serata, una volta a settimana.

### Quindicesima edizione (2025)
L'8 luglio 2025, durante la presentazione dei palinsesti Mediaset 2025-2026, viene annunciata un'edizione di Avanti un altro! in onda a partire dal 1 settembre. Dopo dieci anni di distanza, l'edizione occuperà la fascia autunnale fino al periodo natalizio e sarà costituita da puntate che inizialmente erano state registrate per altre edizioni (la quattordicesima e la dodicesima). Tuttavia, contrariamente a quanto detto, il 13 agosto 2025 è stato annunciato che Sarabanda avrebbe proseguito la sua programmazione fino al 28 settembre, mentre Avanti un altro! prenderebbe le redini del programma di Papi dal giorno dopo.

## Edizioni
| Edizione | Periodo           | Periodo          | Conduzione    | Conduzione    | Presenza fissa | Puntate   | Puntate      | Regia             | Studio televisivo                       |
| Edizione | Inizio            | Fine             | Conduzione    | Conduzione    | Presenza fissa | Preserale | Prima serata | Regia             | Studio televisivo                       |
| -------- | ----------------- | ---------------- | ------------- | ------------- | -------------- | --------- | ------------ | ----------------- | --------------------------------------- |
| 1ª       | 5 settembre 2011  | 11 dicembre 2011 | Paolo Bonolis | Paolo Bonolis | Luca Laurenti  | 98        | –            | Stefano Vicario   | Studio 1 del Centro Titanus Elios, Roma |
| 2ª       | 10 settembre 2012 | 10 marzo 2013    | Paolo Bonolis | Paolo Bonolis | Luca Laurenti  | 177       | –            | Stefano Vicario   | Studio 1 del Centro Titanus Elios, Roma |
| 3ª       | 16 settembre 2013 | 6 giugno 2014    | Paolo Bonolis | Gerry Scotti  | Luca Laurenti  | 243       | –            | Stefano Vicario   | Studio 1 del Centro Titanus Elios, Roma |
| 4ª       | 14 settembre 2014 | 30 aprile 2015   | Paolo Bonolis | Gerry Scotti  | Luca Laurenti  | 221       | –            | Stefano Vicario   | Studio 1 del Centro Titanus Elios, Roma |
| 5ª       | 21 settembre 2015 | 3 gennaio 2016   | Paolo Bonolis | Paolo Bonolis | Luca Laurenti  | 100       | –            | Stefano Vicario   | Studio 1 del Centro Titanus Elios, Roma |
| 6ª       | 15 gennaio 2017   | 29 aprile 2017   | Paolo Bonolis | Paolo Bonolis | Luca Laurenti  | 103       | 1            | Stefano Vicario   | Studio 1 del Centro Titanus Elios, Roma |
| 7ª       | 8 gennaio 2018    | 22 aprile 2018   | Paolo Bonolis | Paolo Bonolis | Luca Laurenti  | 104       | 2            | Stefano Vicario   | Studio 1 del Centro Titanus Elios, Roma |
| 8ª       | 7 gennaio 2019    | 20 aprile 2019   | Paolo Bonolis | Paolo Bonolis | Luca Laurenti  | 104       | –            | Stefano Vicario   | Studio 1 del Centro Titanus Elios, Roma |
| 9ª       | 6 gennaio 2020    | 15 marzo 2020    | Paolo Bonolis | Paolo Bonolis | Luca Laurenti  | 120       | –            | Stefano Vicario   | Studio 1 del Centro Titanus Elios, Roma |
| 9ª       | 12 marzo 2022     | 30 aprile 2022   | Paolo Bonolis | Paolo Bonolis | Luca Laurenti  | 120       | –            | Stefano Vicario   | Studio 1 del Centro Titanus Elios, Roma |
| 10ª      | 8 marzo 2021      | 23 maggio 2021   | Paolo Bonolis | Paolo Bonolis | Luca Laurenti  | 77        | 8            | Stefano Vicario   | Studio 1 del Centro Titanus Elios, Roma |
| 11ª      | 9 gennaio 2022    | 11 marzo 2022    | Paolo Bonolis | Paolo Bonolis | Luca Laurenti  | 62        | 7            | Stefano Vicario   | Studio 1 del Centro Titanus Elios, Roma |
| 12ª      | 9 gennaio 2023    | 28 aprile 2023   | Paolo Bonolis | Paolo Bonolis | Luca Laurenti  | 83        | –            | Stefano Vicario   | Studio 1 del Centro Titanus Elios, Roma |
| 13ª      | 2 gennaio 2024    | 5 maggio 2024    | Paolo Bonolis | Paolo Bonolis | Luca Laurenti  | 93        | 1            | Stefano Vicario   | Studio 1 del Centro Titanus Elios, Roma |
| 14ª      | 20 gennaio 2025   | 18 aprile 2025   | Paolo Bonolis | Paolo Bonolis | Luca Laurenti  | 71        | 1            | Francesca Leprini | Studio 1 del Centro Titanus Elios, Roma |
| 14ª      | 22 maggio 2025    | 19 giugno 2025   | Paolo Bonolis | Paolo Bonolis | Luca Laurenti  | –         | 10           | Francesca Leprini | Studio 1 del Centro Titanus Elios, Roma |

## Audience
| Edizione | Rete televisiva | Anno      | Stagione          | Programmazione | Programmazione | Programmazione | Programmazione | Programmazione | Programmazione | Programmazione | Collocazione | Media auditel  | Media auditel |
| Edizione | Rete televisiva | Anno      | Stagione          | L              | M              | M              | G              | V              | S              | D              | Collocazione | Telespettatori | Share         |
| -------- | --------------- | --------- | ----------------- | -------------- | -------------- | -------------- | -------------- | -------------- | -------------- | -------------- | ------------ | -------------- | ------------- |
| 1ª       | Canale 5        | 2011      | estate-autunno    |                |                |                |                |                |                |                | Preserale    | 3 433 000      | 18,64%        |
| 2ª       | Canale 5        | 2012-2013 | estate-inverno    | 3 995 000      | 19,96%         |                |                |                |                |                | Preserale    |                |               |
| 3ª       | Canale 5        | 2013-2014 | estate-primavera  | 3 853 000      | 18,93%         |                |                |                |                |                | Preserale    |                |               |
| 4ª       | Canale 5        | 2014-2015 | estate-primavera  | 3 437 000      | 17,60%         |                |                |                |                |                | Preserale    |                |               |
| 5ª       | Canale 5        | 2015-2016 | autunno-inverno   | 3 287 000      | 17,16%         |                |                |                |                |                | Preserale    |                |               |
| 6ª       | Canale 5        | 2017      | inverno-primavera | 3 900 000      | 20,80%         |                |                |                |                |                | Preserale    |                |               |
| 7ª       | Canale 5        | 2018      | inverno-primavera | 4 394 000      | 21,65%         |                |                |                |                |                | Preserale    |                |               |
| 8ª       | Canale 5        | 2019      | inverno-primavera | 3 832 000      | 19,79%         |                |                |                |                |                | Preserale    |                |               |
| 9ª       | Canale 5        | 2020      | inverno           | 3 878 000      | 18,78%         |                |                |                |                |                | Preserale    |                |               |
| 9ª       | Canale 5        | 2020      | inverno-primavera | 3 226 000      | 18,90%         |                |                |                |                |                | Preserale    |                |               |
| 10ª      | Canale 5        | 2021      | inverno-primavera | 3 495 000      | 18,42%         |                |                |                |                |                | Preserale    |                |               |
| 11ª      | Canale 5        | 2022      | inverno           | 3 882 000      | 19,42%         |                |                |                |                |                | Preserale    |                |               |
| 12ª      | Canale 5        | 2023      | inverno-primavera | 3 485 000      | 18,39%         |                |                |                |                |                | Preserale    |                |               |
| 13ª      | Canale 5        | 2024      | inverno-primavera | 3 468 000      | 18,30%         |                |                |                |                |                | Preserale    |                |               |
| 14ª      | Canale 5        | 2025      | inverno-primavera | 3 049 000      | 19,22%         |                |                |                |                |                | Preserale    |                |               |

## Modalità di gioco

### Fase iniziale
Nella fase iniziale della Tripletta, i concorrenti devono rispondere esattamente ad almeno tre domande su un argomento su quattro poste dal conduttore o da altri personaggi che costituivano inizialmente il Minimondo (fino alla quinta edizione), poi il Salottino dalla sesta edizione. In caso di doppio errore, il concorrente viene eliminato e rimpiazzato da un nuovo concorrente. Nella tredicesima edizione viene introdotto il Jolly che concede al concorrente la possibilità di un doppio errore. Dopo aver risposto correttamente alle domande, i concorrenti devono pescare un rotolo chiamato pidigozzo, contenente una vincita o una sfortuna.
In totale ci sono 56 pidigozzi (52 nella prima edizione, 53 dalla seconda alla quarta edizione, 54 dalla quinta alla dodicesima edizione, 55 nella tredicesima edizione), per un ammontare complessivo di 1 677 000 € così divisi:
- un pidigozzo da 200000 € (dalla quattordicesima edizione)
- un pidigozzo da 150000 € (dalla seconda edizione)
- cinque pidigozzi da 75000 €
- cinque pidigozzi da 50000 €
- cinque pidigozzi da 40000 €
- cinque pidigozzi da 30000 €
- cinque pidigozzi da 25000 €
- cinque pidigozzi da 20000 €
- cinque pidigozzi da 15000 €
- cinque pidigozzi da 10000 €
- due pidigozzi da 1 000 € (cinque nella prima edizione, tre nella seconda edizione, assenti dalla quinta edizione fino alla tredicesima, in riuso dalla quattordicesima)
- cinque pidigozzi contenenti La Pariglia (tre nella quarta e quinta edizione)
- tre pidigozzi contenenti Lo Iettatore (dalla seconda edizione)
- tre pidigozzi contenenti La Bona Sorte (dalla sesta edizione, chiamati Il Fato Benevolo nella quarta e quinta edizione)
- un pidigozzo contenente Avanti Un Altro!

In passato c'erano anche:
- un pidigozzo contenente 120 000 € (nella prima edizione)
- un pidigozzo contenente Cambio! (dalla quinta alla dodicesima edizione)
- due pidigozzi contenenti Premio (nella tredicesima edizione)

Una volta pescato un pidigozzo contenente una somma, il concorrente può decidere se fermarsi e diventare campione potenziale o proseguire nel gioco per aumentare il montepremi. Il concorrente che decide di fermarsi rimarrà potenziale campione fino a quando uno dei concorrenti successivi non riuscirà a superare la sua somma.
Se si pesca La Pariglia, il concorrente raggiunge in automatico la cifra del potenziale campione e il conduttore procederà con una domanda di spareggio a cui il concorrente deve rispondere esattamente pena l'eliminazione e la sua sostituzione con un nuovo concorrente. Il campione potenziale non è obbligato a dare la risposta: se lo fa e risponde esattamente entro dieci secondi diventa campione, in caso di errore viene eliminato, in caso decida di non prenotarsi per la risposta rimane campione potenziale. Se non è presente nessun potenziale campione, il pidigozzo vale zero e azzera il montepremi accumulato fino a quel momento.
Se si pesca Lo Iettatore, il montepremi del concorrente viene azzerato e lo iettatore, interpretato da Franco Pistoni, solitamente accompagnato dalla sesta all’undicesima edizione dall'assistente Iettatore Alessandro Patriarca e dalla dodicesima edizione accompagnato dalla Moglie Giorgia Pianta, gli rivolge una domanda senza opzioni di risposta. Se il concorrente risponde correttamente, rimane in gioco e potrà così pescare un altro pidigozzo; in caso contrario viene eliminato.
Se si pesca La Bona Sorte, entra in studio la "fata" Viviana Vizzini (in precedenza Francesca Brambilla, dalla sesta alla dodicesima edizione, sostituita occasionalmente da Fabrizia Santarelli nella decima edizione, causa indisposizione della Brambilla) che porta al conduttore una domanda dal valore di 300000 €. Il concorrente deve rispondere esattamente entro il tempo concesso (pochi secondi) per aggiungere tale cifra al suo montepremi. Se non dà la risposta, il suo montepremi accumulato fino a quel momento rimane invariato e può continuare il proprio gioco. Dalla decima edizione, essa, porta al concorrente di turno uno "scrigno" con tre suggerimenti che gli vengono dati per arrivare a capire qual è il rumore esatto che il concorrente stesso deve definire; se il concorrente riesce ad indovinare l'oggetto o l'essere vivente che emette quel rumore o verso, aggiunge 300000 € al suo montepremi, altrimenti non guadagna nulla e il proprio montepremi accumulato rimane immutato.
Se si pesca Avanti Un Altro!, il concorrente viene automaticamente eliminato.
Se si pescava Cambio!, il concorrente sceglieva una persona del pubblico che giocherà una manche al suo posto e se superava la manche permetteva al concorrente di pescare un pidigozzo, in caso contrario il concorrente veniva eliminato. Se un concorrente pescava Cambio! nell'ultima tripletta prima del gioco finale, questo pidigozzo non aveva alcun valore e quindi il concorrente veniva automaticamente eliminato. Dalla tredicesima edizione, questo pidigozzo è sostituito dalla figura del suggeritore.
Se si pescava Premio, il concorrente vinceva un premio di varia natura che non influiva sull'andamento del gioco. I due pidigozzi contenenti Premio sono stati presenti soltanto nella tredicesima edizione.
Al termine della prima fase, se non c'è nessun potenziale campione, fino alla dodicesima edizione tutti i concorrenti che sono stati precedentemente eliminati rientravano in gioco mentre dalla tredicesima edizione rientrano in gioco soltanto i concorrenti precedentemente eliminati che hanno pescato almeno un pidigozzo (ad eccezione, eventualmente, di chi avesse perso pescando Avanti Un Altro!) e i concorrenti in questione pescano un pidigozzo per uno. Vincerà la puntata il giocatore che avrà pescato il pidigozzo con il montepremi più alto. In questa fase i pidigozzi La Pariglia, Lo Iettatore, Avanti Un Altro!, La Bona Sorte (Il Fato Benevolo nella quarta e quinta edizione), Cambio! (dalla quinta alla dodicesima edizione) e Premio (nella tredicesima edizione) hanno valore nullo. Nel caso in cui nella puntata giocasse un solo concorrente (eventualità verificatasi nella puntata del 9 gennaio 2020), tale concorrente diventerà automaticamente campione, anche se venisse eliminato al termine dell'ultima domanda.

#### Varianti delloSpiedino

##### In uso
Oltre alla tripletta (detta "Spiedino") classica vengono proposte altre categorie di domande con schema uguale ma basate su un unico argomento specifico:
- Bonoris-san / Scotti-san: il conduttore pone domande sul Giappone in una parlata giapponese/orientale maccheronica. Tra il 2014 e il 2015, nelle puntate condotte da Gerry Scotti, la categoria era rinominata "Scotti-san" e, nelle puntate in cui erano presenti entrambi i presentatori, era rinominata "Katsumoto e Motokatsu".
- Español (edizioni 1-8 e dall'edizione 12): il conduttore pone domande sulla Spagna in spagnolo maccheronico.
- Il Gagà: in questo spiedino, introdotto dal brano Ciccio Formaggio intepretato da Nino Taranto, il conduttore pone domande in dialetto napoletano.
- Il Bauscia: in questo spiedino, introdotto dal celebre brano di Corona The Rhythm of the Night, il conduttore pone domande in dialetto milanese.
- Gli animali si amano: il conduttore pone domande relative all'accoppiamento degli animali.
- Gli animali si odiano
- Osho e Buco: Paolo Bonolis e Luca Laurenti interpretano due santoni (rispettivamente Osho e Buco) con il cappello, i baffi e la barba lunga ponendo al concorrente domande su argomenti riguardanti la spiritualità. Prima delle domande vi è una gag basata sulla canzone Fondanela di Momo.
- Le domande dello sponsor (dalla nona edizione): Luca Laurenti (per conto di un sito fittizio di acquisti online e servizi vari denominato vattelapijandercuneo.it), si traveste da un oggetto o da un animale o da un personaggio particolare ponendo al concorrente delle domande su un determinato argomento.
- Luketta (dalla nona edizione): Luca Laurenti si traveste da bambola Luketta reginetta, ponendo al concorrente delle domande su argomenti vari.
- A lezione di recitazione / A lezione di cinema (edizioni 7-9 e dall'edizione 12): vengono poste domande su film famosi, reinterpretati da alcune persone scelte tra il pubblico.
- Mister Provolone: il conduttore pone domande al concorrente tentando scherzosamente di sedurlo.
- Lo dicono nelle migliori università
- Notizie dal mondo (dalla tredicesima edizione): tripletta introdotta dalla sigla del TG5.
- Il maestro Manzi (dalla tredicesima edizione): in questa tripletta, il concorrente deve sapere alcune frasi dello scrittore Alberto Manzi, senza nessuna opzione di risposta.
- Cose turche: in questo spiedino, Bonolis e Laurenti indossano rispettivamente una parrucca con dei baffi e una sorta di velo e, uno interpreta Kemal, l'altro interpreta Fikret. Essi, recitando una piccola scena prima di ogni domanda parlando in un turco maccheronico, pongono domande sulla soap opera turca Terra amara.
- I filippini: in questo spiedino, introdotto dal brano Mah-nà mah-nà di Piero Umiliani, Paolo Bonolis e Luca Laurenti pongono domande sulle Filippine.
- Opere d'arte
- C'è posta...: in questo spiedino, che è una parodia della trasmissione C'è posta per te, Luca Laurenti imita la conduttrice televisiva Maria De Filippi (anche nel travestimento), e Paolo Bonolis pone domande su argomenti vari al concorrente di turno.
- Domande coatte (edizioni 10-12 e 14): Luca Laurenti si traveste nei panni di un coatto da periferia, ponendo al concorrente delle domande riguardanti la città di Roma. Questa tripletta è già stata sperimentata in una puntata della nona edizione, più precisamente quella del 17 febbraio 2020.[20]
- Le tragedie (dalla tredicesima edizione)
- Completa il titolo
- Curiosità bestiali
- Domande antropologiche
- Domande cortissime
- Domande mimate
- Incipit

##### Non più in uso
- English lesson (edizioni 1-3): il conduttore poneva domande in lingua inglese; era l'unica tripletta in cui le domande venivano poste usando la lingua straniera in modo corretto.
- Qu'est-ce que c'est: il conduttore poneva domande sulla Francia in francese maccheronico.
- Tedesco di Germania (edizioni 1-3): il conduttore poneva domande sulla Germania con un accento tedesco maccheronico.
- Mizzica!: il conduttore poneva domande in dialetto siciliano.
- Ostregheta!: il conduttore poneva domande in dialetto veneto.
- Kamasutra: il conduttore poneva domande riguardo al Kamasutra.
- Il padrino: il conduttore poneva domande parlando siciliano e inglese maccheronico, imitando Don Vito Corleone.
- Mexico (edizioni 1-3): il conduttore poneva domande riguardo al Messico. Dalla quarta edizione sono presenti anche altre domande di geografia. Questa tripletta ricorda il brano omonimo di James Taylor del 1975.
- Ce la fa o non ce la fa?: il concorrente, per passare alla presa del pidigozzo, doveva svolgere almeno tre esercizi fisici richiesti dal conduttore.
- L'elenco telefonico: proposta nella quinta edizione, trattava di domande relative a nomi curiosi di persone trovati sull'elenco telefonico.
- Il cafone / Il supercafone (edizioni 2-5): con la canzone Supercafone di Er Piotta, la tripletta conteneva domande riguardo ai comportamenti o alle persone ritenuti maleducati o di cattivo gusto.
- Brazil! (edizioni 2-6): il conduttore poneva domande riguardo al Brasile.
- Il mondo del futuro (edizioni 4 e 7): il conduttore poneva domande riguardo al futuro e alle invenzioni che si pensa verranno create nei prossimi anni.
- Nobiltà: in questa tripletta venivano poste domande sulle persone nobili.
- Domande puffate: con la sigla Canzone dei Puffi di Cristina D'Avena, il conduttore poneva domande su argomenti vari sostituendo alcune parole con la parola "puffo" o simili.
- Le quote rosa (edizioni 5-8): in questa tripletta venivano poste da Luca Laurenti domande su alcune donne famose del mondo della politica, della società, dello spettacolo, dello sport o di rilevanza storica, diverse per ogni puntata, imitandole (anche nel travestimento).
- GGG (acronimo di Gerry Grand Gourmet) (edizioni 3-4): il conduttore poneva domande sulla gastronomia.
- Super Gerry (edizioni 3-4): il conduttore poneva domande sui supereroi.
- Cicciabomba (edizioni 3-4): il conduttore poneva domande sulle persone obese.
- Gerry DJ (edizioni 3-4): il conduttore poneva domande sulla radio.
- La canzone di Laurenti / Le canzoni di Jurgens (edizioni 2-7): fino alla quinta edizione, il conduttore che dà il nome al gioco (Luca Laurenti) rivolgeva al concorrente una domanda inerente a una canzone da lui eseguita con quattro opzioni di risposta; nella sesta e settima edizione, questo gioco assumeva la connotazione di tripletta e si chiamava Le canzoni di Jurgens: il concorrente doveva rispondere correttamente a delle domande inerenti alle canzoni eseguite da Stefano Jurgens (diverse per ogni domanda) con due opzioni di risposta.
- Cant (edizioni 7-8): in questa domanda il concorrente doveva continuare a cantare correttamente per almeno un altro verso una canzone intonata dal conduttore.
- Gli uomini primitivi (edizioni 7-8): il conduttore poneva le domande sostituendo tutte le vocali con la vocale "U".
- Un giorno in pretura (edizioni 9-10): seguendo la struttura dell'omonimo programma di Rai 3, veniva inscenato un processo in cui Paolo Bonolis interpretava un giudice, Luca Laurenti il cancelliere, mentre una persona del pubblico faceva l'imputato e Stefano Jurgens faceva la vittima, mentre al concorrente venivano poste domande su vari argomenti inerenti al mondo delle indagini.
- Nord e Sud (edizione 10): due ragazze (Emily De Nando e Carmela Generali), rappresentando rispettivamente il nord e il sud, ponevano domande sull'Italia. In questa variante della tripletta, il concorrente non doveva pescare il pidigozzo ma scegliere fra due buste (portate sempre dalle ragazze) contenenti 2 premi diversi.
- Dottor Frankenstein (solo per una volta, edizione 10): in questa tripletta, Paolo Bonolis indossava un camice bianco parlando con un accento tedesco, mentre Luca Laurenti si immobilizzava su una rotella a due ruote rendendolo lievemente deforme per via della sua posizione; lo stesso Bonolis poneva al concorrente di turno delle domande su argomenti vari.
- Cinema Italiano (edizione 11): in questa tripletta, Marco Giusti poneva al concorrente delle domande sul cinema.
- Il documentario: in questa tripletta Luca Laurenti mimava i termini usati da Paolo Bonolis per descrivere un finto documentario su una determinata area del mondo; quest'ultimo poneva delle domande a tema al concorrente di turno.
- Domande scolastiche (edizione 10): il conduttore poneva al concorrente di turno delle domande riguardo alle materie scolastiche. Di questa tripletta ne esistevano tre versioni diverse (ne veniva scelta una dal concorrente stesso): domande da scuola elementare, domande da scuola media e domande da scuola superiore. Se il concorrente sceglieva di rispondere correttamente alle domande sulle materie della scuola elementare, aggiungeva al proprio montepremi solo la cifra ottenuta dal pidigozzo pescato senza alcun bonus; se rispondeva correttamente alle domande sulle materie della scuola media, aggiungeva al proprio montepremi la cifra ottenuta dal pidigozzo pescato più 20000 €; se rispondeva correttamente alle domande sulle materie della scuola superiore, aggiungeva al proprio montepremi la cifra ottenuta dal pidigozzo pescato più 50000 €.
- Le domande di Maria e Maurizio (fino all'undicesima edizione): i conduttori Paolo Bonolis e Luca Laurenti, interpretando rispettivamente Maurizio Costanzo e Maria De Filippi, ponevano domande su vita e carriera dei due personaggi.
- L'angolo della poesia (edizione 11): in questa tripletta, la Poetessa del Salottino (Carmen Di Pietro), poneva al concorrente delle domande sulla poesia.
- Le domande di eco: il conduttore poneva domande ripetendo per tre volte l'ultima sillaba della parola finale di ogni frase presenti; il concorrente doveva dare la risposta esatta nello stesso modo (ripetendo tre volte la sillaba finale).
- Attacchi d'Arte (edizione 12): in questa tripletta, introdotta dal brano Margherita di Riccardo Cocciante, Giovanni Muciaccia poneva al concorrente delle domande sull'arte.
- I tirolesi (fino alla tredicesima edizione): il conduttore poneva domande in dialetto tirolese.
- Tovarish Bonolis: il conduttore poneva domande sulla Russia con una parlata russa maccheronica.
- Domande da osteria: Paolo Bonolis e Luca Laurenti interpretavano due ubriaconi, ponendo al concorrente delle domande su vari argomenti.
- Domande egizie: Luca Laurenti interpretava il faraone ponendo al concorrente delle domande egiziane.
- Bucum (edizioni 11 e 12): in questa serie di domande (parodia di Forum), in sostituzione della categoria Un giorno in pretura, Laurenti interpretava il giudice, ponendo al concorrente delle domande sulla categoria.
- Gli zii d'America (edizioni 10-13): in questa tripletta, Paolo Bonolis e Luca Laurenti indossavano un grosso cappello con i simboli della bandiera degli Stati Uniti d'America e sventolavano con le loro mani la bandiera stessa; essi, parlando in inglese maccheronico, ponevano al concorrente di turno delle domande sugli americani.
- I due Tenori (edizioni 12 e 13): in questa tripletta, Paolo Bonolis e Luca Laurenti interpretavano due Tenori, parlando a squarciagola, ponendo al concorrente delle domande su vari elementi.
- Le domande di Carlo e Camilla (edizione 13): in questo spiedino, Paolo Bonolis e Luca Laurenti ponevano domande sulla coppia reale inglese.
- Domande facilissime / Non può non saperlo: il conduttore poneva domande molto facili a risposta immediata e senza opzioni di scelta su concetti elementari riguardo a svariate materie.
- Domande lunghissime
- Domande noiosissime
- Domande avanzate

### Gioco finale
Il gioco finale, nel quale vengono aggiunti 100000 € al montepremi del campione, consiste nel dare consecutivamente la risposta sbagliata a ventuno domande con due opzioni di risposta.
Nel caso in cui non ci fosse stato nessun campione al termine dell'ultima domanda, il montepremi con cui accede al gioco finale il concorrente che diventa campione è pari al valore del pidigozzo che ha pescato; a tale montepremi vanno aggiunti 100000 €. Se nella puntata gioca un solo concorrente e termina la puntata con un montepremi pari a zero, egli giocherà per 100000 €.
Sono previste due fasi di gioco. Nella prima fase il vincitore della puntata ha a disposizione 150 secondi per vincere l'intero montepremi. Fino alla quarta edizione il tempo concesso per rispondere era di due secondi per ciascuna domanda; dalla quinta edizione non ci sono limiti di tempo. Se si risponde con la risposta errata, si passa alla domanda successiva, altrimenti il gioco ricomincia da capo.
Se il concorrente non riesce a completare il gioco entro 150 secondi, scatta la seconda fase, nella quale si hanno a disposizione 100 secondi aggiuntivi con un montepremi che parte da 100000 € e decresce di 1000 € per ogni secondo trascorso. Il montepremi si ferma nel momento in cui il giocatore riesce a completare il percorso e la cifra rimasta corrisponde alla vincita. Quando il montepremi arriva a 50 000 € (30 000 € dalla quinta alla dodicesima edizione), il campione può premere il pulsante per "congelarlo" e giocare per la somma fin lì raggiunta, che vincerà se riuscirà a dare le ventuno risposte errate tutte di seguito (senza possibilità di errore), con un limite di tempo di risposta di dieci secondi. Quando le domande sono state congelate, alla prima risposta che il concorrente sbaglia è presente un riarrangiamento delle prime note del secondo movimento della nona sinfonia di Beethoven. In caso di risposta corretta a tutte e 21 le domande, si sente un riarrangiamento del finale di Titans di Vangelis.
Nella prima edizione, al concorrente che non vinceva il montepremi era concesso di ritornare come primo concorrente nella puntata successiva. Nella quinta edizione il campione della puntata riceve come premio sicuro una tessera Mediaset Premium, indipendentemente dal risultato del gioco finale mentre nella dodicesima e nella quattordicesima riceve il gioco in scatola del programma, prodotto dalla Ravensburger.

## Il cast

### I valletti
Nella prima edizione le vallette del programma erano Jessica Brugali e Carlotta Maggiorana, mentre dalla seconda edizione la valletta o il valletto viene scelta/o tra il pubblico presente in studio. Il ruolo della/del valletta/o è accompagnare il potenziale campione alla propria postazione, scoperchiare il pidigozzaro e, nella seconda edizione, leggere la domanda per i telespettatori (ruolo che nella prima edizione era affidato a una persona del pubblico). All'inizio della terza edizione, al valletto veniva chiesto un resoconto orale di quanto successo durante la puntata, per i telespettatori che si fossero appena collegati. Successivamente, al valletto di turno sono state chieste opinioni su argomenti più vari.

### La sicurezza
Nelle prime quattro edizioni era presente in studio come responsabile della sicurezza il buttafuori di Mediaset Girolamo Di Stolfo, noto come Big Jimmy, poi ricordato da Bonolis al termine della prima puntata della quinta edizione, in seguito alla sua morte avvenuta il 13 luglio 2015 per aneurisma cerebrale.

### I giudici
I giudici di gara presenti in studio sono Marco Salvati (fino alla quinta edizione), Christian Monaco (dalla sesta edizione) e Stefano Jurgens, affiancati nelle prime due edizioni da Carla Giuliano chiamata “l’ingegner Carla”, nella terza e nella quarta da Paola Arrighi, dalla quinta all'ottava da Lucia Leoni (sostituita da Silvia Lagravinese nel corso dell'ottava edizione) e dalla nona da Sena Santini, sostituita in alcune puntate da Bianca Riefoli. Nella quarta edizione, durante la conduzione di Gerry Scotti, Marco Salvati ha ceduto il posto a Stefano Mastrosimone. Dalla sesta edizione Salvati resta come autore dietro le quinte fino alla tredicesima edizione ma non compare più in video.

### Il Minimondo / Il Salottino
Una caratteristica della trasmissione è la presenza di personaggi che sostituiscono o affiancano il conduttore nel porre le domande ai concorrenti. L'insieme di tali personaggi è detto Minimondo. Quando intervengono questi personaggi, la risposta esatta dà diritto a una seconda pesca del pidigozzo nel caso la prima carta pescata non risulti soddisfacente.
Il Minimondo è composto da una serie di personaggi, interpretati da attori o figuranti, da personaggi famosi che intervengono in prima persona, da specialisti in alcune materie scientifiche o tecniche, o anche da persone scelte di volta in volta tra il pubblico. Alcuni di questi personaggi si sostituiscono al conduttore nel porre le domande (con tre o quattro opzioni di risposta), mentre altri hanno un ruolo di contorno finalizzato allo spettacolo.
Dalla sesta edizione, il Minimondo si trasforma nel Salottino, dove i personaggi (inclusi anche i personaggi del Minimondo delle precedenti edizioni) vengono chiamati in gioco dai concorrenti stessi e pongono domande con tre opzioni di risposta. I personaggi fissi attualmente presenti sono:
- Miss Claudia: interpretata da Claudia Ruggeri, è la regina del salottino e pone domande di varie categorie. Claudia Ruggeri è stata nel programma sin dalla prima edizione nel ruolo de La Supplente fino alla quarta e de La Poliziotta nella quinta. Nella quattordicesima edizione, è temporaneamente sostituita (prima dal personaggio della Miss e poi da altri personaggi del Salottino), per la sua maternità.
- La Bonas: introdotta dalla canzone Sexy dei French Affair fino alla quattordicesima edizione, e dalla canzone My Heart Goes (La Di Da) di Becky Hill e Topic dalla parte finale di quell'edizione, massaggia i concorrenti uomini mentre quest'ultimi rispondono alle domande e, se compiono la tripletta, raddoppiano il valore del pidigozzo pescato. Questo ruolo è stato interpretato da Paola Caruso (dalla prima alla quinta edizione e nuovamente dalla tredicesima), da Laura Cremaschi (dalla sesta all'ottava edizione e nuovamente dalla quattordicesima in alternanza con la Caruso), da Sara Croce dalla nona all'undicesima edizione, da Sophie Codegoni nella dodicesima edizione e da Ilaria Gallozzi nella tredicesima edizione (insieme a Paola Caruso).
- Il Bonus: controparte maschile della Bonas, è accompagnato dalla canzone Surfin' U.S.A. del gruppo The Beach Boys e massaggia le concorrenti donne permettendo loro in caso di tripletta compiuta di raddoppiare il valore del pidigozzo pescato. È interpretato da Daniel Nilsson sin dalla seconda edizione insieme ad Andrea De Paoli nella dodicesima edizione e nella parte iniziale della tredicesima. In passato è stato interpretato da Valerio Schiavone nella prima edizione;
- La Bona Sorte: interpretata da Viviana Vizzini dalla tredicesima edizione, entra in gioco solo se pescato il relativo pidigozzo e pone un quesito al concorrente dal valore di 300000 €. Se quest'ultimo indovina, diventa automaticamente campione con tale cifra. Nella quarta e quinta edizione, il personaggio era chiamato Il Fato Benevolo ed era interpretato da Max Vitale (nella quarta edizione) e da una persona scelta a caso nel pubblico (nella quinta edizione). Dalla sesta alla dodicesima edizione, è stata interpretata da Francesca Brambilla (presente anche nella quinta edizione, dove interpretava la Sorella dell'Alieno). Nella dodicesima edizione, è stata accompagnata dall'Aiutante interpretato da Alessandro Patriarca.
- Lo iettatore: interpretato da Franco Pistoni dalla seconda edizione, è introdotto dall'ululato di un lupo e da una musica funerea seguita dai rintocchi a morto di una campana, entra in gioco solo se pescato il relativo pidigozzo. La sua pescata azzera il montepremi del concorrente e quest'ultimo dovrà poi rispondere a una domanda posta dallo iettatore (su vari argomenti rimandati a temi lugubri), senza opzioni di risposta. Se indovina resta in gioco, se sbaglia viene eliminato e andrà via con lo iettatore. Entra in scena da solo dalla seconda alla quinta edizione, dalla sesta all'undicesima edizione è stato accompagnato dall'Assistente iettatore interpretato da Alessandro Patriarca mentre dalla dodicesima edizione è accompagnato dalla Moglie interpretata da Giorgia Pianta;
- Il Jolly: è introdotto dalla sigla di Rischiatutto e interpretato da Alessandro Patriarca dalla tredicesima edizione, permette al concorrente una doppia possibilità di errore nelle triplette (in caso il concorrente non commetta errori, la tripletta è superata con due sole domande).

Altri personaggi presenti ma non in maniera fissa sono:
- La Regina del Web: nota anche come Cremaschina, è introdotta dalla canzone L'esercito del selfie di Takagi & Ketra, Lorenzo Fragola e Arisa e interpretata da Laura Cremaschi (Bonas dalla sesta all'ottava edizione e saltuariamente nelle edizioni successive) dalla nona edizione. Pone domande relative al Web e alle App;
- La Dottoressa: introdotta dalla Marcia di Esculapio di Piero Piccioni e interpretata da Maria Mazza e presente dalla seconda alla quarta edizione e poi nuovamente dalla sesta, pone domande relative alla medicina. Fino alla terza edizione era affiancata al Malato Alessandro Patriarca mentre dalla quarta edizione compare da sola.
- Lo Scienziato Pazzo: interpretato da Romano Talevi sin dalla seconda edizione, pone domande relative al mondo della scienza. Dalla seconda alla quinta edizione, proponeva esperimenti in studio sul galleggiamento di oggetti e altri fenomeni scientifici a cui era poi legata la domanda. È stato accompagnato dall'Assistente nella quarta e quinta edizione;
- L'Uomo dei Rebus: introdotto nella nona edizione e interpretato da Carlo Romano, pone ai concorrenti una domanda consistente in un rebus da risolvere;
- XXXL: introdotto dal brano di Raffaella Carrà A far l'amore comincia tu, interpretato da Francesco Saverio Nozzolino e introdotto nella sesta edizione, pone ai concorrenti domande relative a misure enormi (da cui deriva il nome XXXL);
- L'Indignato: introdotto nella settima edizione e interpretato da Antonio Lo Cascio, introduce temi che gli suscitano indignazione e rabbia, urlando e poi ponendo ai concorrenti in modo pacato e tranquillo una domanda relativa al suddetto tema;
- L'Uomo Fitness: introdotto, dalla nona edizione, dal brano Physical di Olivia Newton-John, e interpretato da Matteo Braccani, è un uomo tatuato molto muscoloso che pone ai concorrenti domande sull’attività fisica.
- Il Vampiro Horror: introdotto nelle puntate serali della decima edizione e, nel preserale, dall'undicesima edizione (dal brano Soul Dracula degli Hot Blood), pone domande relative ai film horror.
- Venti del mistero: introdotto, nella quattordicesima edizione, dal brano Mistero di Enrico Ruggeri e interpretato da Flavia Vento, che pone domande relative ai misteri.
- Cinema: interpretato da Marco Raul Gaeta nella quattordicesima edizione, pone domande relative alla cinematografia.

Altri personaggi facenti parte (o non più parte) del salottino sono: La Bomber, La Tecnologica, El Tigre, Nino Nero, Anni 50, Monster Chef, Est e altri.
Tra i personaggi non facenti più parte del programma invece, compaiono:
- La Miss: interpretata in ogni puntata da una Miss differente (ironicamente proveniente da ogni parte del mondo). Ha sostituito temporaneamente Miss Claudia nella quattordicesima edizione (fino alla puntata del 14 aprile 2025), come regina del Salottino e, come quest'ultima, anch'essa poneva domande di varie categorie. Dalla puntata del 15 aprile 2025, non è presente alcuna Miss, e al suo posto subentra un ulteriore personaggio del Salottino, che varia di puntata in puntata;
- L'Alieno: presente dalla prima all'ottava edizione (e nuovamente in una puntata speciale in prima serata della decima edizione), era interpretato da Leonardo Tricarico che vestiva i panni di un alieno ponente domande in un italiano pronunciato in maniera incomprensibile e puntualmente corretto dal conduttore. Nella quinta edizione era accompagnato dalla sua "famiglia" composta dal cugino intelligente, dalla sorella cessa e dal cognato modello;
- Yasko: interpretata dall'attrice giapponese Yasko Fujii dalla metà della seconda edizione e nella terza edizione (in coppia col cinese Jing Qi Li con cui formava il duo Sing & Yasko) e nuovamente dalla sesta all'undicesima edizione, reinterpretava canzoni italiane in lingua giapponese, chiedendo poi al concorrente il titolo in italiano della relativa canzone;
- Il Mimo: interpretato da Simone Barbato dalla prima alla quarta edizione e rimosso dalla quinta edizione, il personaggio mimava un oggetto o un animale e, tramite un indovinello fornito dal conduttore, il concorrente doveva indovinare cosa era mimato;
- L'Uomo Talent / Il Supereroe: interpretato da Mirko Ranù nei panni dell'Uomo Talent nella terza e quarta edizione dove poneva domande relative allo spettacolo mentre nella quinta edizione vestiva i panni del Supereroe ponendo domande relative ai supereroi;
- La Ciociara: interpretata da Alessia Macari nella quarta, quinta e sesta edizione (e in una puntata speciale in prima serata della decima edizione), poneva ai concorrenti domande sulle varie città italiane in uno spiccato accento ciociaro non sempre comprensibile;
- Il Pentito: interpretato dall'attore Francesco Benigno nella quarta edizione, poneva domande in uno spiccato accento siciliano impersonando un tipico mafioso;
- Martufello: l'omonimo personaggio, presente nella quarta e quinta edizione (e in alcune puntate della sesta) raccontava una barzelletta da cui poi traeva una domanda che volgeva al concorrente;
- Giovanna, la moglie di Amadeus: Giovanna Civitillo, presente nella quinta edizione (e alcune puntate della sesta), raccontava un aneddoto su suo marito da cui poi traeva una domanda che volgeva al concorrente;
- Lo Straniero: interpretato da un filippino che rivolgeva domande ai concorrenti in un italiano non perfetto. È stato presente solo nella prima edizione;
- Il Look-maker: interpretato da Diego Longobardi, poneva ai concorrenti domande sulla moda. È stato presente solo nella prima edizione;
- Il Quotista SNAI: interpretato dal quotista Adam Grapes, poneva domande su statistiche. È stato presente solo nella prima parte della seconda edizione;
- Il Duo Novembre: interpretato da Francesca Masullo e Liliana Oricchio, erano due anziane signore che entravano in scena ballando. Si facevano chiamare anche come Noi giovani e ponevano domande sui giovani. Sono state presenti durante la seconda edizione e per un breve periodo nella sesta edizione;
- Il Menestrello: interpretato dal liutaio statunitense Viviano Vivaldi, poneva la domanda del giorno a tema di un determinato evento ricorrente nel giorno della messa in onda della relativa puntata. È stato presente nella prima parte della terza edizione;
- Il Balbuziente: interpretato da Antonio Caracciolo, poneva domande ai concorrenti balbettando. È stato presente solo nella prima parte della terza edizione per poi essere rimosso dopo pochi mesi a causa di una controversia;
- L'Atleta totale italiano: interpretato da Stefano Martinelli nella seconda metà nella seconda edizione e nuovamente dalla sesta all'undicesima edizione, è un atleta capace di emettere solo un verso. Il conduttore poneva una domanda sullo sport a cui il concorrente doveva rispondere;
- Beautiful: presente soltanto nell'undicesima edizione e interpretato da Clayton Norcross, interprete del personaggio di Thorne Forrester nella soap opera Beautiful negli anni ottanta, poneva ai concorrenti domande relative alla suddetta soap opera.

## Sigla
La sigla di apertura è una realizzata appositamente per la trasmissione.
Fin dalla prima edizione, Bonolis durante le presentazioni introduce il maestro Luca Laurenti, quest'ultimo esegue il brano Ricordati che devi morire composto dallo stesso. Nelle successive edizioni, oltre a questo, si sono alternati anche altri brani eseguiti dallo stesso Laurenti, tra cui il brano napoletano Vien a Napule Paisà.

## Spin-off

### Avanti un altro! Weekend
Avanti un altro! Weekend è il titolo delle puntate del sabato e della domenica di Avanti un altro! a partire dalla quinta edizione.

### Avanti un altro! Pure di domenica
Fino alla quarta edizione le puntate domenicali di Avanti un altro! si intitolavano Avanti un altro! Pure di domenica ed erano puntate speciali in cui prendevano parte al gioco specifiche categorie di concorrenti a cui si aggiungevano personaggi del mondo televisivo. Le eventuali vincite dei personaggi famosi venivano donate in beneficenza. A queste puntate partecipavano talvolta anche gruppi di due o più persone, ma in caso di arrivo alla fase finale solamente un rappresentante del gruppo partecipava al gioco.
Nella terza edizione alcune puntate furono dedicate alle regioni italiane, precisamente al Veneto, al Lazio, alla Campania, all'Emilia-Romagna e alla Puglia. Nella quarta edizione i temi delle puntate della domenica riguardavano generalmente romanzi e capolavori letterari (da L'Odissea a Alice nel paese delle meraviglie fino a 50 sfumature di grigio).

### Avanti un altro! Pure di sera
Avanti un altro! Pure di sera è il titolo delle puntate speciali di Avanti un altro! mandate in onda in prima serata l'8 giugno 2017 e il 6 giugno 2018. Tali puntate hanno visto partecipare come concorrenti personaggi famosi divisi in due squadre che gareggiavano per guadagnare il montepremi più alto e accedere quindi al gioco finale. Alle puntate prendevano parte anche altri ospiti VIP che interagivano durante il gioco. Il montepremi vinto veniva sempre devoluto in beneficenza.
Ad aprile 2021 il format di queste puntate speciali è stato ripreso e riadattato come versione spin off sotto forma di programma serale articolato su più puntate.

### Avanti un altro! Estate
Avanti un altro! Estate è il titolo delle repliche del programma trasmesse durante l'estate del 2013 (dal 10 giugno al 7 luglio con le repliche della seconda edizione), del 2015 (dal 29 giugno al 17 luglio con le repliche della terza edizione) e del 2022 (dal 1º maggio al 3 luglio con le repliche della nona edizione, dal 4 luglio al 28 agosto con le repliche dell'ottava edizione).

### Avanti un altro! An italian crime story
Avanti un altro! An italian crime story è una puntata speciale del programma Avanti un altro! che raccoglie le peggiori e nefaste gesta delle oltre mille puntate nei sette anni di vita televisiva del programma condotto da Paolo Bonolis. Direttamente sulla scena del crimine il giornalista Gianluigi Nuzzi di Quarto Grado.
| Edizione | Messa in onda  | Ascolti        | Ascolti | Conduzione    | Conduzione    | Conduzione      | Regia           | Studio televisivo                       |
| Edizione | Messa in onda  | Telespettatori | Share   | Conduzione    | Conduzione    | Conduzione      | Regia           | Studio televisivo                       |
| -------- | -------------- | -------------- | ------- | ------------- | ------------- | --------------- | --------------- | --------------------------------------- |
| Speciale | 13 giugno 2018 | 2 571 000      | 11,60%  | Paolo Bonolis | Luca Laurenti | Gianluigi Nuzzi | Stefano Vicario | Studio 1 del Centro Titanus Elios, Roma |

### Avanti un altro! Story
Avanti un altro! Story è il titolo delle repliche trasmesse nei weekend compresi dal 28 gennaio al 30 aprile 2023, con le repliche dalla terza alla settima edizione, e tutti i giorni dal 1º maggio all'11 giugno 2023, con le repliche della quarta e della nona edizione. La seconda edizione è andata in onda dal 27 gennaio al 4 maggio 2024 con le repliche della dodicesima edizione. La terza edizione è andata in onda dal 15 febbraio all'11 maggio 2025 con le repliche della tredicesima edizione.

#### Edizioni
| Edizione | Periodo          | Periodo        | Conduzione    | Presenza fissa | Puntate | Regia           | Studio televisivo                       |
| Edizione | Inizio           | Fine           | Conduzione    | Presenza fissa | Puntate | Regia           | Studio televisivo                       |
| -------- | ---------------- | -------------- | ------------- | -------------- | ------- | --------------- | --------------------------------------- |
| 1ª       | 28 gennaio 2023  | 11 giugno 2023 | Paolo Bonolis | Luca Laurenti  | 70      | Stefano Vicario | Studio 1 del Centro Titanus Elios, Roma |
| 2ª       | 27 gennaio 2024  | 4 maggio 2024  | Paolo Bonolis | Luca Laurenti  | 30      | Stefano Vicario | Studio 1 del Centro Titanus Elios, Roma |
| 3ª       | 15 febbraio 2025 | 11 maggio 2025 | Paolo Bonolis | Luca Laurenti  | 39      | Stefano Vicario | Studio 1 del Centro Titanus Elios, Roma |

### Avanti un altro!By Night
Avanti un altro! By Night è il titolo di una puntata speciale andata in onda il 27 marzo 2025 in prima serata con ospiti Maria De Filippi e Angelo Pintus. Concorrenti della serata sono stati alcuni tra i volti delle ultime tre edizioni di Ciao Darwin che hanno giocato per beneficenza per il progetto Adotta un angelo del Ce.R.S.
Nella puntata in questione, fa il suo ritorno Miss Claudia (interpretata da Claudia Ruggeri) tra i personaggi del Salottino.
| Edizione | Messa in onda | Ascolti        | Ascolti | Conduzione    | Presenza fissa | Puntate | Regia             | Studio televisivo                       |
| Edizione | Messa in onda | Telespettatori | Share   | Conduzione    | Presenza fissa | Puntate | Regia             | Studio televisivo                       |
| -------- | ------------- | -------------- | ------- | ------------- | -------------- | ------- | ----------------- | --------------------------------------- |
| Speciale | 27 marzo 2025 | 2 546 000      | 16,70%  | Paolo Bonolis | Luca Laurenti  | 1       | Francesca Leprini | Studio 1 del Centro Titanus Elios, Roma |

### Avanti un altro!(prima serata)
Alcune puntate normali, destinate al preserale, sono andate in onda in prima serata. 
Il 5 maggio 2024 è andata l'ultima puntata, eccezionalmente in prima serata, della tredicesima edizione del programma.
Dal 22 maggio al 19 giugno 2025 sono andate in onda in prima serata dieci puntate inedite della quattordicesima edizione del programma sotto-forma di due puntate in una per cinque serate. 
| Edizione | Puntata | Messa in onda  | Ascolti        | Ascolti | Conduzione    | Presenza fissa | Regia             | Studio televisivo                       |
| Edizione | Puntata | Messa in onda  | Telespettatori | Share   | Conduzione    | Presenza fissa | Regia             | Studio televisivo                       |
| -------- | ------- | -------------- | -------------- | ------- | ------------- | -------------- | ----------------- | --------------------------------------- |
| 13ª      | 94      | 5 maggio 2024  | 2 664 000      | 14,20%  | Paolo Bonolis | Luca Laurenti  | Stefano Vicario   | Studio 1 del Centro Titanus Elios, Roma |
| 14a      | 72-73   | 22 maggio 2025 | 2 181 000      | 13,60%  | Paolo Bonolis | Luca Laurenti  | Francesca Leprini | Studio 1 del Centro Titanus Elios, Roma |
| 14a      | 74-75   | 29 maggio 2025 | 2 037 000      | 12,70%  | Paolo Bonolis | Luca Laurenti  | Francesca Leprini | Studio 1 del Centro Titanus Elios, Roma |
| 14a      | 76-77   | 5 giugno 2025  | 1 982 000      | 12,40%  | Paolo Bonolis | Luca Laurenti  | Francesca Leprini | Studio 1 del Centro Titanus Elios, Roma |
| 14a      | 78-79   | 12 giugno 2025 | 1 776 000      | 11,90%  | Paolo Bonolis | Luca Laurenti  | Francesca Leprini | Studio 1 del Centro Titanus Elios, Roma |
| 14a      | 80-81   | 19 giugno 2025 | 1 646 000      | 11,50%  | Paolo Bonolis | Luca Laurenti  | Francesca Leprini | Studio 1 del Centro Titanus Elios, Roma |

### Altre puntate speciali
- Nella puntata domenicale del 6 gennaio 2013, in occasione dell'Epifania, i concorrenti della puntata furono bambini. Anche il gioco venne impostato diversamente. Nel gioco finale furono messi in palio 70000 € in gettoni d'oro, interamente devoluti alla ricostruzione di una mensa a Medolla, comune colpito dal terremoto dell'Emilia del 2012, mentre i bambini concorrenti ricevettero come premio una PlayStation 3 con il videogioco Wonderbook.
- Il 26 dicembre 2014 andò in onda una puntata chiamata I segreti di Avanti un altro!, che mostrò scene delle puntate precedenti scartate in fase di montaggio.

## Controversie
- Nella terza edizione del programma la categoria di domande Il Filippino, in cui Bonolis interpreta un domestico filippino, ha suscitato l'indignazione della comunità filippina in Italia; in particolare per l'uso dell'Inno nazionale delle Filippine ascoltato dal conduttore con uno straccio sul cuore. Inoltre, la categoria è stata proposta anche nelle puntate andate in onda nei giorni in cui il Paese veniva colpito dal tifone Yolanda, che ha causato oltre 10 000 vittime[30].
- Sempre nella terza edizione il personaggio del balbuziente ha suscitato le proteste dell'Associazione Italiana Balbuzie, in particolare per il divertimento e gli incitamenti del pubblico a completare la frase. Dopo le prime scuse da parte del conduttore in una delle apparizioni del personaggio, in cui ha tra l'altro ricordato di aver sofferto egli stesso di balbuzie, l'Associazione sostiene di aver ottenuto la rimozione del personaggio dalle puntate in onda da dicembre 2013, cosa poi effettivamente avvenuta.

## Merchandising
Dal 2012 è in vendita il gioco in scatola della trasmissione edito da Clementoni. Il gioco è stato poi ricommercializzato nel 2017.
Da dicembre 2012 è disponibile su App Store l'app ufficiale di Avanti un altro!. In seguito l'app è stata pubblicata anche sul Windows Phone Store e da settembre 2014 anche su Play Store.
A fine 2013, la rivista Chi ha realizzato il calendario 2014 di Avanti un altro!: Avanti 2014. Dodici mesi con il Minimondo.
Nel 2015 è stato messo in vendita il Mercante in fiera di Avanti un altro! con le carte rappresentanti i vari personaggi del Minimondo.
Nel 2022 torna in vendita il gioco da tavolo, questa volta edito da Ravensburger, con un nuovo meccanismo di gioco.

## Riconoscimenti
- Premio TV - Premio regia televisiva
  - 2013: Premio come Top Ten
  - 2014: Premio come Top Ten

## Esportazione del format
Il format è stato realizzato interamente in Italia da Mediaset ed Endemol, da un'idea di Paolo Bonolis e Stefano Santucci, ed è scritto da: Sergio Rubino, Marco Salvati, Stefano Jurgens, Christian Monaco, Paola Arrighi e Carmine D'Andreano con la collaborazione di Simona Riccardi, Armando Vertorano e Riccardo Favato. La regia è affidata a Stefano Vicario, la scenografia è di Marco Calzavara.
Esso è stato poi esportato in: Spagna, Albania, Ungheria, Vietnam, Brasile, Paraguay, Cile, Bulgaria, Canada, Turchia, Polonia e Romania.
| Paese                     | Titolo                                                       | Rete televisiva | Data debutto      | Data chiusura    | Presentatore         | Presentatore         |
| ------------------------- | ------------------------------------------------------------ | --------------- | ----------------- | ---------------- | -------------------- | -------------------- |
| Italia (format originale) | Avanti un altro!                                             | Canale 5        | 5 settembre 2011  | in corso         | Paolo Bonolis        | Luca Laurenti        |
| Italia (format originale) | Avanti un altro!                                             | Canale 5        | 5 settembre 2011  | in corso         | Gerry Scotti         | Luca Laurenti        |
| Spagna                    | Avanti ¡que pase el siguiente!                               | Antena 3        | 27 aprile 2012    | 3 agosto 2012    | Carlos Sobera        | Carlos Sobera        |
| Albania                   | Tjetri!                                                      | Top Channel     | 15 ottobre 2012   | 6 marzo 2015     | Eduart Manushi       | Eduart Manushi       |
| Ungheria                  | A következő!                                                 | M1              | 2 settembre 2013  | 31 maggio 2014   | Gábor Gundel Takács  | Gábor Gundel Takács  |
| Vietnam                   | Người kế tiếp                                                | VTV 6, HTV 7    | 19 settembre 2013 | 25 maggio 2015   | Thanh Bạch Đại Nghĩa | Thanh Bạch Đại Nghĩa |
| Brasile                   | Tem gente atrás (segmento del programma Domingão do Faustão) | Rede Globo      | 22 settembre 2013 | 8 giugno 2014    | Fausto Silva         | Fausto Silva         |
| Bulgaria                  | Следващият, моля (Sledvaštijat, Molja)                       | TV7             | 5 ottobre 2013    | 30 giugno 2014   | Bashar Rahal         | Bashar Rahal         |
| Cile                      | Avanti ¡que pase el siguiente!                               | La Red          | 22 settembre 2014 | 24 marzo 2015    | Leo Caprile          | Leo Caprile          |
| Paraguay                  | Avanti ¡que pase el siguiente!                               | Telefuturo      | 15 aprile 2015    | 27 dicembre 2015 | Palo Rubin           | Palo Rubin           |
| Canada                    | Au suivant!                                                  | Radio-Canada    | 16 settembre 2016 | in corso         | Stéphane Bellavance  | Stéphane Bellavance  |
| Turchia                   | Sıradaki Gelsin                                              | Fox             | 5 gennaio 2017    | 4 maggio 2017    | Emre Karayel         | Emre Karayel         |
| Polonia                   | Następny proszę!                                             | TV Puls         | 30 settembre 2018 | 2 dicembre 2018  | Marcin Wójcik        | Marcin Wójcik        |
| Romania                   | Tu urmezi!                                                   | Kanal D         | 3 settembre 2022  | in corso         | Dan Negru            | Dan Negru            |